# Wilhelm Kube
Pour les articles homonymes, voir Kube.

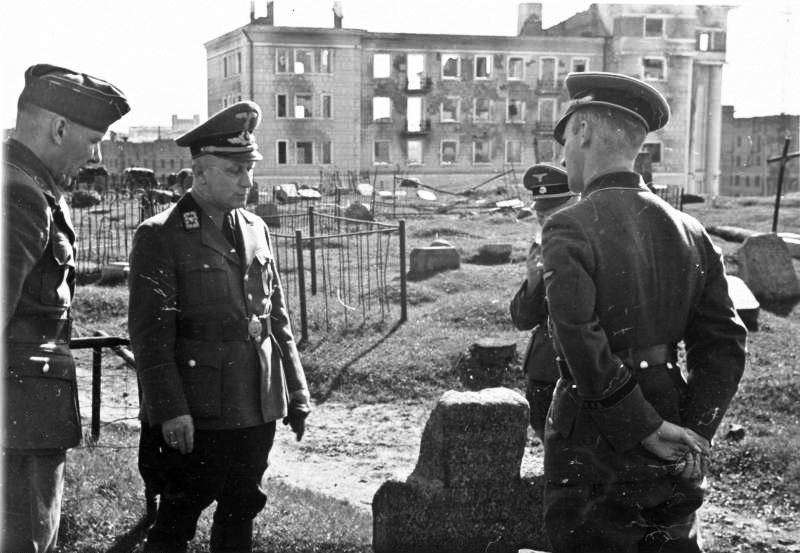
Wilhelm Kube en mai 1943 à Minsk

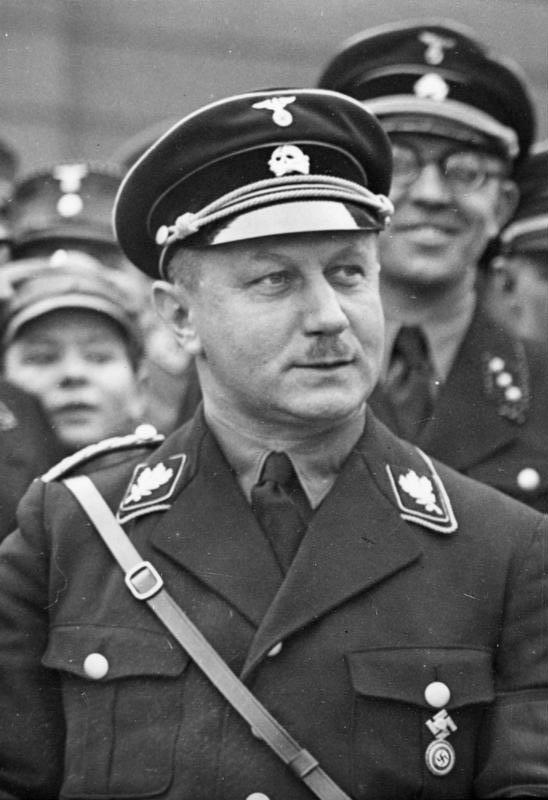
Wilhelm Kube en 1934

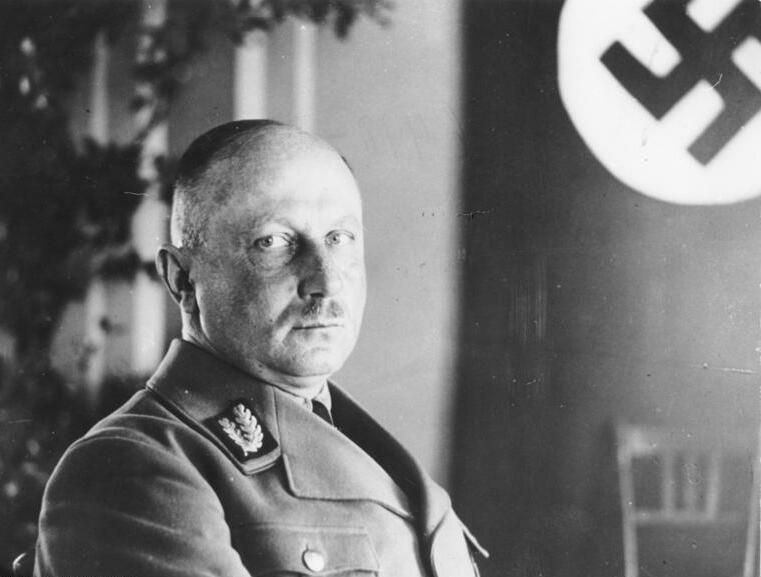
Wilhelm Kube en 1933

Wilhelm Kube, né le 13 novembre 1887 à Glogau en province de Silésie et mort le 23 septembre 1943 à Minsk en Biélorussie, était un homme politique nazi, député au Reichstag, Gauleiter du Brandebourg, puis Commissaire général pour la Ruthénie Blanche, et à ce titre responsable du Ghetto de Minsk, et de sa liquidation.

## Un nazi de la première heure
Kube suit des études d'histoire, de théologie et d'économie, pendant lesquelles il est très actif dans le Mouvement völkisch. Il adhère très tôt au parti nazi ; en 1924, il est un des rares députés nazis au Reichstag. Il devient vite un dignitaire du parti et  est nommé Gauleiter du Brandebourg en 1928 ; il joue également un rôle important dans l'assemblée du Land de Prusse. En 1939, son autorité s'étend sur Danzig et sur le Wartheland. Soupçonné de détournements de fonds, il se voit privé de toutes ses charges.
Son engagement fervent parmi les nazis ne l'empêche pas de rester un chrétien convaincu. Il joue un rôle central dans la création et de le développement du Deutsche Christen, les chrétiens allemands, une organisation nazie au sein des Églises protestantes. Kube affirme lui-même que son but est « de prendre le contrôle des Églises », de « prendre les Églises par la main ». Mais ce protestant sincère est convaincu que le national-socialisme sert les intérêts des Églises protestantes allemandes. Kube s'oppose à la signature d'un concordat entre l'Église protestante de l'Union prussienne et l'État libre de Prusse parce que le président de ce dernier est un socialiste. Il refuse qu'une communauté chrétienne soit placée sous l'influence d'un gouvernement d'inspiration marxiste. Il est élu l'un des anciens de la paroisse de l'Église Gethsémané de Berlin en 1932. Après l'arrivée d'Hitler au pouvoir, il contribue à la nazification des Églises protestantes. Kube rejoint la Schutzstaffel (SS) en 1934 avec le grade de Rottenführer. En 1940, il est brièvement affecté à Dachau. Après avoir été réhabilité, en juillet 1941, il est nommé commissaire général en Biélorussie.

## Kube et les Juifs allemands
À Minsk, à la fin de 1941, l'arrivée de Juifs allemands suscite une  correspondance entre Kube et les autorités du Reich. Kube écrit d'abord à Hinrich Lohse à titre personnel. Il indique que 6 000 à 7 000 Juifs allemands sont arrivés et qu'il ne sait pas ce qu'il est advenu des 17 000 autres. Parmi les Juifs allemands, certains ont été décorés de la croix de guerre ou sont des demi-aryens. Kube, antisémite notoire, pense que ces Juifs allemands sont plus qualifiés que les Juifs russes et qu'ils sont cinq fois plus productifs qu'eux. Il constate qu'ils sont aussi beaucoup plus propres, mais qu'ils vont mourir de froid, de faim et d'épidémies.
Il poursuit en disant : « Des gens qui viennent de notre milieu culturel sont certainement autre chose que les hordes indigènes bestiales. Doit-on charger du massacre les Lituaniens et les Lettons... Je ne le pourrais pas ». Cette lettre, qui émet une différence entre les Juifs allemands et les Juifs russes, rapprochant les premiers du peuple allemand remet en cause l'idéologie nazie dans un de ses fondements, à savoir l'inégalité des races. En fait, Kube est soucieux de productivité économique. Il lutte pied à pied avec les SS pour garder sa main d'œuvre juive qualifiée avec le soutien de son supérieur Lohse, commissaire de l'Ostland. Le 30 octobre 1941, il est averti que le 11e bataillon de police de réserve s'apprête à massacrer les Juifs de Minsk. Malgré ses efforts pour préserver les Juifs allemands qualifiés qu'il juge indispensables à la production de guerre, la police encercle le ghetto, massacre les Juifs, enterre même les blessés dont certains parviennent à ramper hors de leur tombe, et vandalise les ateliers où ils travaillaient. Kube entre alors dans une colère noire. Il envoie un rapport sévère à son supérieur Lohse avec une copie à Rosenberg. Il trouve répugnant le fait d'enterrer des blessés qui peuvent ensuite sortir de leur tombe et demande qu'on en informe Göring et Hitler. Rosenberg répond que les problèmes économiques ne doivent pas être pris en compte dans la question juive. Kube sait qu'il a perdu la partie. Comme tous les administrateurs civils de Biélorussie, il dresse à partir de janvier 1942 la liste des Juifs irremplaçables pour l'industrie, accélère la formation des non-Juifs.
Le 2 mars 1942, Kube soustrait les Juifs allemands à un massacre conduit par le Sturmbannführer Eduard Strauch durant lequel 3 400 Juifs du ghetto sont tués. Il participe pourtant au massacre et est personnellement impliqué dans le meurtre d'un groupe d'enfants de l'orphelinat de la rue Shpalerna. Ces enfants sont emmenés rue Ratomskaya et jetés vivants dans un puits profond. Kube arrive et jette des poignées de bonbons aux enfants terrifiés. Puis tous sont tués. En juin 1942, le Regierungsrat Trampedach écrit à Kube pour lui signifier que la valeur économique d'un Juif est inférieure au danger qu'il représente comme éventuel soutien aux partisans soviétiques. Kube effectue alors une révision de sa liste de travailleurs juifs pour écarter ceux qui ne sont pas absolument nécessaires à l'économie de la région.
Son attitude envers les Juifs du Reich lui vaut pourtant une plainte des SS à son encontre, une sévère réprimande d'Heydrich. Kube, soucieux de sa carrière, se soumet sans réserve aux directives de ses supérieurs. Le 31 juillet 1942, il écrit depuis Minsk à Lohse : « ... nous avons liquidé au cours des dix dernières semaines environ 55 000 Juifs en Biélorussie [...] À Minsk, approximativement 10 000 Juifs ont été liquidés les 28 et 29 juillet, dont 6 000 Juifs russes, en majorité des personnes âgées, des femmes et des enfants ; le reste composé de Juifs inaptes au travail. La plus grande partie d’entre eux avait été déportée à Minsk en novembre dernier, par ordre du Führer, de Vienne, Brünn, Brême et Berlin ». Il continue à exprimer son espoir que les Juifs de la Biélorussie soient complètement liquidés dès que la Wehrmacht n'aurait plus eu besoin de leur force de travail.

## La controverse Kube-Strauch
Le 20 juillet 1943, Eduard Strauch arrête 70 Juifs travaillant au service de Kube et les exécute. Kube s'emporte alors contre Strauch l'accusant de sadisme et de barbarie, d'avoir un comportement indigne de l'Allemagne de Goethe et de Kant. Il reproche aux SS d'avoir donné au monde, par leurs agissements, une image catastrophique. Il soutient même que les SS de Strauch ont une satisfaction sexuelle à assassiner les Juifs. Les récriminations de Kube ne sont pas motivées par des considérations humanitaires, mais il estime plutôt que ces « actions » des SS et de la police ont été faites sans son approbation et qu’elles ont ainsi affaibli son autorité. Il fait du meurtre de ces Juifs travaillant pour la Wehrmacht une insulte personnelle. Cinq jours plus tard, Strauch envoie un mémorandum à l'Obergruppenführer von dem Bach recommandant que Kube soit relevé de ses fonctions. Strauch décrit le comportement « indigne » de Kube : il a serré la main à un Juif qui avait extrait sa voiture d'un garage en feu ; il a admis aimer la musique de Mendelssohn et d'Offenbach, il affirme qu’« il y avait des artistes parmi les Juifs » ; il a promis la vie sauve à 5 000 juifs allemands expulsés à Minsk. Rosenberg décide d'envoyer à Minsk le Staatssekretär Alfred Meyer pour adresser à Kube un sévère avertissement.
Cette sourde opposition entre Kube et Strauch constitue en réalité une nouvelle manifestation des conflits qui opposent les représentants du Ministère des territoires de l'Est aux représentants locaux de Himmler. En effet, Kube se montre hostile à la politique de répression et d'extermination menée par les unités SS affectées dans son commissariat, notamment la division SS commandée par Oskar Dirlewanger.

### Attentat
Kube est tué dans un attentat le 23 septembre 1943. Une jeune femme, Yelena Mazanik, une domestique, avait caché une bombe dans une bouillotte placée dans son lit. En représailles, les SS tuent 1 000 habitants de Minsk. Mazanik parvient à s'enfuir pour rejoindre les partisans russes. Un mois plus tard, elle est décorée du titre de héros de l'URSS.
Dans un contexte marqué à la fois par la recrudescence des actes de résistance dans la circonscription dont il a la charge, le commissariat général de Ruthénie blanche et par la négation du problème de la résistance dans ce commissariat, son élimination par les partisans soviétiques fait prendre conscience aux dirigeants des organisations et ministères compétents dans le Reichskommissariat Ostland de l'ampleur et de l'efficacité des mouvements de résistance.